# 舊香蘭遺址
舊香蘭遺址位於臺灣臺東縣太麻里鄉太麻里溪出海口南岸，面積約20公頃，埋在沙灘下約4到5公尺深，距離海邊不到50公尺（且地理環境處於下沉海岸的地形區域），因此一旦大潮就會淹沒在海水裡。其遺址最初在1998年（民國87年）3月發現，因為出土物有石板棺及「三和類型陶器」等特徵，所以一開始被視為「卑南文化三和類型」的遺址，西元1998年發現以後並未做進一步的調查研究，而是在2003年（民國92年）9月杜鵑颱風來襲沖刷海岸，造成海邊沙丘大量流失，裸露出約4,000平方公尺的遺址露頭。研究顯示舊香蘭遺址是距今2,300年至1,200多年前的史前遺址，在文化層出土了大量的文化遺物，是一個內涵極度豐富的文化遺址。
在2007年6月14日正式公告為臺東縣的縣定遺址，並因其遺址內涵之重要性，經審議委員審議建議應提報為國定遺址。但至2023年1月9日查詢止，尚未變為國定遺址。
目前舊香蘭遺址由於天兔颱風吹毀防風林所致，導致遺址現場荒煙漫草，由當地居民通報臺東縣林管處後已著手進行防風籬復舊工作。另為確保該遺址之完整，在進一步挖掘考古前，暫時以覆土方式處理，故仍未規劃為遺址公園。

## 地理位置
遺址位於臺灣臺東縣太麻里鄉太麻里溪出海口南岸，面積約22公頃，埋在沙灘下約4到5公尺深，距離海邊不到50公尺（且地理環境處於下沉海岸的地形區域）
遺物分佈（範圍）：遺址的面積約22公頃，文化層保存完整的範圍約10公頃，至2007年6月止，被海浪侵蝕的範圍約4,000平方公尺。

## 文化類型
推論應屬鐵器時代三和文化

## 挖掘概況
舊香蘭遺址2004年的搶救考古發掘所採集到的考古遺物中發現有百步蛇紋浮雕、動物造型陶偶、黃金球渣、鍛鑄的模具、及石板棺群（發現最小的石板棺）等文物。

### 石棺群
舊香蘭遺址目前共挖掘出二十一個石板棺，共有十四具大人石棺，兩具分散小石棺以及五具群聚的小石棺，證明有聚落的存在，和集中埋葬的墓葬區，並且其中有個八十五公分長的小石棺還留有尚未風化的少許頭蓋骨，以及一顆臼齒，研判應該是二、三歲孩童。

### 金屬器
遺址文化層內出現隨地散落的琉璃珠及鐵渣、鍛造鐵器的現象、及熔解玻璃材料的證據，證明這遺址曾經是金屬器和琉璃珠的製造場所。
此外，出現鑄造金屬器的模具，從模具特徵推斷，所鑄造的器物有青銅鈴、青銅刀柄，證明這遺址可能是台灣史前製造青銅器的工廠。也證實臺灣在兩千年前後時，社會已經相當文明，且已自行發展出冶煉金屬的技術。

### 百步蛇紋
挖掘中所發現的浮雕上有百步蛇紋，而該百步蛇紋證明舊香蘭遺址和排灣族文化可能直接淵源。

### 史前工廠
在2007年3月的挖掘中，考古人員下挖約五公尺，浮現出接近完整的石牆，並出土一千五百年前的古建築，目前出土石牆範圍約廿公尺長，估算有五戶建築並排，類似現代連棟透天厝的整齊排列，考古人員即推測舊香蘭是工業遺址，這排建築極有可能是史前工廠在國內相當罕見。

### 出土文物統計
| 文物名稱 | 文物類型                                                                         | 出土數量 |
| -------- | -------------------------------------------------------------------------------- | -------- |
| 石棺     | 石板棺木                                                                         | 21組     |
| 黃金     | 金箔、金珠及金片                                                                 | 6件      |
| 玻璃     | 玻璃珠、玻璃條、細條狀的玻璃、被熔解成火山熔岩狀的材料及貼在陶片或板岩片上的熔漿 | 1600件   |
| 鐵器     | 魚鉤、刀、箭頭、矛頭、鐵塊及鐵渣                                                 |          |
| 銅器     | 指環狀陪葬品、殘件                                                               | 6件      |
| 模具     | 雕刻的「模型」                                                                   | 45件     |
| 建築     | 石牆                                                                             | 五戶     |

## 資料來源
【經典.TV】20160925 - 舊香蘭遺址大愛電視 2016-11-15

## 外部連結
1. ↑  .   [2008-02-04]. （原始内容存档于2014-12-09）.
2. ↑  舊香蘭遺址公告資料 （页面存档备份，存于）文化部文化資產局 2007-06-14
3. ↑  .   [2007-06-14]. （原始内容存档于2010-10-27）.
4. ↑  國家考古遺址出土遺物典藏管理系統 （页面存档备份，存于）文化部文化資產局
5. ↑  .   [2013-10-21].
6. ↑  台東舊香蘭遺址 雜草.垃圾滿布 （页面存档备份，存于）公共電視 2015-09-03
7. ↑  .   [2007-05-14]. （原始内容存档于2019-08-20）.
8. 1 2 3 4 5 6 7 8  .   [2014-12-06]. （原始内容存档于2019-11-11）.
9. ↑  .   [2007-03-23]. （原始内容存档于2019-12-01）.